# Rudra
Rudra er stormens gud i Indien. Guden forbindes også med jagt.
| Mytologi | Spire Denne artikel om mytologi er en spire som bør udbygges. Du er velkommen til at hjælpe Wikipedia ved at udvide den. |